# Fodormenta
A fodormenta vagy zöldmenta (Mentha spicata), népies nevén köményes menta vagy kerti menta az árvacsalánfélék (Lamiaceae) családjába tartozik.
Nemzetségének a típusfaja.
Vízpartokon, nedves réteken előforduló évelő fűszer-, és gyógynövény. Kertekben jól termeszthető. Íze kellemes, mentolos. A növényi drog illóolajat (karvont, karveolt), cseranyagokat, flavonoidokat tartalmaz. A drogot a leveléből (Menthae crispae folium) vonják ki.

## Előfordulása
Európa nagy részén, valamint Ázsia déli térségeiben őshonos növényfaj.

## Alfajai
- Mentha spicata subsp. condensata (Briq.) Greuter & Burdet
- Mentha spicata subsp. spicata

## Gyűjtése
Gyógyászati célokra a növény száráról lefosztott leveleit hasznosítják. Gyűjtési ideje június-augusztus.

## Gyógyhatásai
Hatóanyagainak köszönhetően jó székhajtó, görcsoldó és emésztésjavító hatású, epetermelést fokozó, de gyomorerősítőként is elfogadott. Illóolaját megfázás esetén inhalálásra használják. Meghűlés esetén teája köhögéscsillapító hatású. Káros mellékhatása nem ismert.

## Felhasználása
Fűszerként: Kellemes italú tea, vagy teakeverékek alkotórésze, ízletes fodormentaszósz készíthető belőle, mely a báránysültnek különösen pikáns ízvilágot kölcsönöz. Illóolaját az illatszer- és élelmiszeripar édesipari termékek (cukorkák, fogkrémek, szájvizek, szappanok, samponok, rágógumik) íz- és illatösszetevőjeként hasznosítja. A világ mentoltermelése évente kb. 100 tonna körüli kristályos anyag.
Ismert, a fiatalok körében kedvelt ital még a menta felhasználásával készülő mojito koktél is.